# Главник, Ирина Викторовна
Ирина Викторовна Главник (род. 11 мая 1996, Киев) — украинская пловчиха, специалистка по плаванию на спине и вольным стилем. Выступала на международном уровне за сборную Украины в первой половине 2010-х годов, многократная победительница украинских национальных первенств, участница летних Олимпийских игр в Лондоне. Мастер спорта Украины международного класса

## Биография
Ирина Главник родилась 11 мая 1996 года в Киеве. Заниматься плаванием начала в возрасте шести лет, проходила подготовку в киевской Детско-юношеской спортивной школе «Дельфин» под руководством тренеров В. П. Вознюк и А. К. Улитько. В тринадцать лет уже выполнила норматив мастера спорта Украины.
Первого серьёзного успеха на международной арене добилась в сезоне 2012 года, когда вошла в состав украинской национальной сборной и побывала на чемпионате Европы среди юниоров в Антверпене, откуда привезла две награды серебряного достоинства, выигранные в плавании на 200 метров на спине и в индивидуальном комплексном плавании на той же дистанции. Выступила и на взрослом чемпионате Европы по водным видам спорта, где состязалась сразу в пяти разных дисциплинах: 100 метров на спине, 400 и 1500 метров вольным стилем, 400 метров комплексным плаванием, эстафета 4×200 метров вольным стилем.
Благодаря череде удачных выступлений удостоилась права защищать честь страны на летних Олимпийских играх в Лондоне — стартовала здесь в программе эстафеты 4×200 метров вольным стилем совместно с Анной Дзеркаль, Дарьей Зевиной и Дарьей Степанюк, однако в квалификационном заплыве украинки показали предпоследнее время среди всех команд 8:12,67 и не смогли отобраться в финал, расположившись в итоговом протоколе лишь на 16 позиции.
После лондонской Олимпиады Главник осталась в составе плавательной команды Украины и продолжила принимать участие в крупнейших международных соревнованиях. Так, в том же 2012 году она выступила на европейском первенстве на короткой воде в Шартре.
В 2013 году на чемпионате Украины в Евпатории завоевала пять золотых медалей в различных плавательных дисциплинах.
В 2014 году отправилась представлять страну на юношеских Олимпийских играх в Нанкине, где участвовала в плавании на 50, 100 и 200 метров на спине, 200 метров вольным стилем, 200 метров комплексным плаванием.
За выдающиеся спортивные достижения удостоена почётного звания «Мастер спорта Украины международного класса».